# 新三字经
《新三字經》為中國大陸地區於1990年代編輯的現代三字經課程。
1994年8月7日《光明日報》刊出李漢秋「新三字經」文，參照三字經原文格式，四句一行，共97行，闡揚愛國主義。1995年廣東教育出版社推出「新三字經」，全文1272字，圖文並茂。
編寫委員會的顧問為黃華華、盧鐘鶴、楊資元等人，曾獲「五個一工程獎」，並由政府與教育部門主導引發一波全國性的“新三字經熱”，包括科學出版社、原子能出版社在內，一兩年之內出現了諸多版本與其他相關的宣傳活動、學習會與影音產品。1995年2月12日，嶺南台播出“新三字經”講解系列節目。同年4月廣東省音協舉辦《新三字經》的歌曲創作徵稿活動，但由於這是政治宣導產物，並有形形色色的「新三字經」、「新千字文」等等的出現，增加了其學習負擔，實際推廣背誦的效果也差強人意之下，這股背誦熱潮在一兩年便退卻殆盡。
除了《新三字經》外，中國國內為政治需要同樣創作了《反邪教新三字經》、《禮儀新三字經》、《反腐倡廉新三字經》等刊物。

## 出版
- 《新三字经》广东教育出版社1995年1月初版 ISBN 7-5406-2852-9

## 外部連結
- 新三字经全文
- 新三字經的另一个版本 （页面存档备份，存于） 新華網
- 《新三字经》 颂三字 传德育　转魔方 （页面存档备份，存于），南方都市報 2004年3月29日